# Ernst Reichel (Diplomat)

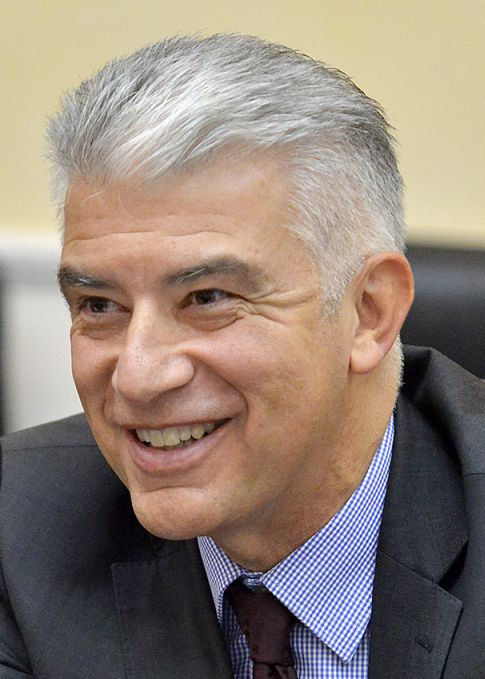
Ernst Reichel

Ernst Reichel (* 28. Juli 1960 in Lagos, Nigeria) ist ein deutscher Diplomat. Seit 2023 ist er deutscher Botschafter in Thailand. Zuvor war er von 2019 bis 2023 deutscher Botschafter in Griechenland, von 2016 bis 2019 deutscher Botschafter in der Ukraine und von 2011 bis 2012 deutscher Botschafter im Kosovo.

## Leben
Nach dem Abitur absolvierte er ein Studium der Rechtswissenschaften an der Rheinischen Friedrich-Wilhelms-Universität Bonn und schloss dieses Studium mit dem Ersten Staatsexamen sowie 1987 mit dem Zweiten Staatsexamen ab. Dazwischen erfolgte 1986 seine Promotion mit einer Dissertation zum Thema Das staatliche Asylrecht „im Rahmen des Völkerrechts“. Zur Bedeutung des Völkerrechts für die Interpretation des deutschen Asylrechts.
Im Anschluss trat er 1988 in den auswärtigen Dienst und fand nach Abschluss der Laufbahnprüfung 1990 zunächst Verwendung als Mitarbeiter im Generalkonsulat in Sankt Petersburg sowie danach von 1992 bis 1996 als Referent für Russland im Auswärtigen Amt. Nach einer Verwendung als Mitarbeiter an der Ständigen Vertretung bei den Vereinten Nationen in New York City wurde er 1999 erst Mitarbeiter in der Rechtsabteilung und danach 2000 stellvertretender Referatsleiter für EU-Politik und institutionelle Fragen im Auswärtigen Amt.
Nachdem er zwischen 2003 und 2007 stellvertretender Kabinettschef des NATO-Generalsekretärs Jaap de Hoop Scheffer war, wurde er Referatsleiter für Russland, Ukraine, Belarus, Moldawien und die Östliche Partnerschaft im Auswärtigen Amt.
Juli 2011 wurde Ernst Reichel Botschafter im Kosovo. Dieses Amt hatte er bis 2012 inne. Von Juli 2013 bis Juli 2016 war er im Auswärtigen Amt in Berlin Beauftragter für Südosteuropa, die Türkei und die EFTA-Staaten und anschließend von Juli 2016 bis Juli 2019 deutscher Botschafter in der Ukraine.
Von August 2019 bis 2023 war er Botschafter in Athen/Griechenland.
Seit 2023 ist Reichel deutscher Botschafter in Bangkok/Thailand.

## Veröffentlichungen
- Das staatliche Asylrecht „im Rahmen des Völkerrechts“. Zur Bedeutung des Völkerrechts für die Interpretation des deutschen Asylrechts. Duncker & Humblot, Berlin 1987, ISBN 3-428-06194-2